# Universidad de Carolina del Sur
La Universidad de Carolina del Sur (University of South Carolina en idioma inglés) es una universidad pública ubicada en Columbia (Carolina del Sur), Estados Unidos de América. Pertenece al Sistema de la Universidad de Carolina del Sur, junto con otras siete universidades públicas del estado. 

## Centros docentes
Se compone de catorce facultades y escuelas:
- Facultad de Artes y Ciencias
- Escuela Moore de Negocios
- Facultad de Hostelería, Ventas, y Administración deportiva
- Facultad de Ingeniería y Computación
- Facultad de Comunicaciones y Estudios de la Información
- Facultad de Educación
- Facultad de Enfermería
- Escuela Arnold de Salud Pública
- Escuela de Música
- Facultad de Trabajo Social
- Facultad de Farmacia
- Escuela de Leyes
- Escuela de Medicina
- The Graduate School

## Deportes
Carolina del Sur compite en la Southeastern Conference de la División I de la NCAA.